# Les Aventures de Rocketeer
Pour les articles homonymes, voir Rocketeer.
Pour plus de détails, voir Fiche technique et Distribution.
Les Aventures de Rocketeer (The Rocketeer) est un film américain réalisé par Joe Johnston et sorti en 1991. Il s'agit d'une adaptation du comics Rocketeer de Dave Stevens.

## Synopsis
En 1938 à Los Angeles, le gang d'Eddie Valentine vole un prototype de réacteur dorsal au magnat de l'aviation Howard Hughes. La police les poursuit et le conducteur s'arrête dans un hangar d'avions et cache l'objet dans le cockpit d'un biplan. Le monoplan Gee Bee Z du pilote et cascadeur aérien Cliff Secord est détruit, ce qui ruine sa carrière de pilote de course aérienne. On apprend que le gang a été embauché par la star de cinéma Neville Sinclair qui envoie son homme de main Lothar interroger le conducteur blessé pour retrouver le jet pack perdu. Pendant ce temps, Cliff et son mécanicien Peevy, le trouvent et commencent à le tester.
La petite amie de Cliff, l'actrice en herbe Jenny Blake, a un petit rôle dans le dernier film de Sinclair. Celui-ci surprend Cliff essayant de parler à Jenny du jet pack et invite la jeune femme à dîner pour en découvrir plus. Au cours d'un meeting aérien, Cliff utilise le jet pack pour sauver son ami Malcolm qui pilote un biplan, ce qui met Sinclair et le FBI sur sa piste. Sinclair envoie Lothar chez Cliff et Peevy pour trouver le jet pack. Le FBI arrive peu après, mais Cliff et Peevy s'échappent tandis que Lothar vole un schéma élaboré par Peevy. Plus tard, au restaurant de l'aérodrome, Cliff et Peevy, piégés par plusieurs gangsters de Valentine, apprennent le rendez-vous de Jenny avec Sinclair et l'implication de l'acteur dans la chasse au jet pack. Les clients du restaurant maîtrisent les gangsters mais une balle perdue perce le réservoir de carburant du jet pack, que Peevy rebouche temporairement avec un chewing-gum. Alors que Cliff parle à Jenny de son alter ego Rocketeer, le gang de Valentine arrive et Sinclair kidnappe Jenny.
Jenny découvre que Sinclair est un espion pour le compte de l'Allemagne nazie mais elle est forcée de demander à Cliff d'apporter le jet pack à l'observatoire Griffith en échange de sa vie. Cliff est arrêté par le FBI et conduit devant Howard Hughes qui explique que son jet pack est un prototype similaire à celui que les scientifiques nazis n'ont pas réussi à développer. il lui montre également un film de propagande nazie représentant une armée de commandos volants du Troisième Reich utilisant des jet pack pour envahir les États-Unis. Il mentionne également que le FBI tente de localiser un espion nazi à Hollywood. Cliff s'échappe du hangar de Hughes à l'aide du modèle réduit d'un avion (le futur Hughes H-4 Hercules) conçu par Hughes, mais il laisse par inadvertance un indice sur l'endroit où il se dirige. 
Arrivé à l'observatoire Griffith, Cliff retrouve Sinclair, Lothar et Eddie Valentine avec son gang. Quand Sinclair demande à Cliff de lui remettre le jet pack, Cliff révèle à Eddie Valentine que l'acteur est un espion nazi et le gang se retourne alors contre Sinclair. Celui-ci appelle alors à l'aide une troupe de SA nazis lourdement armés qui étaient cachés près de l'observatoire, alors que le dirigeable allemand Luxembourg apparaît pour permettre à Sinclair de s'échapper. Le FBI, qui a suivi Cliff, s'annonce soudainement en braquant des projecteurs sur l'observatoire. Une fusillade éclate, Eddie Valentine et ses gangsters s'unissant au FBI contre les nazis. Sinclair et Lothar s'échappent, entraînant Jenny à bord du dirigeable. Cliff monte à bord mais, lors de la confrontation qui s'ensuit, Jenny allume accidentellement un incendie avec une fusée éclairante. Lorsque Sinclair force Cliff à lui donner le jet pack, Cliff ôte subrepticement le chewing-gum qui colmatait la fuite de carburant. Sinclair enfile le jet pack et s'envole mais l'engin explose en vol et Sinclair meurt en s'écrasant sur le panneau Hollywood. Lothar est tué alors que le Luxembourg explose, mais Cliff et Jenny sont secourus par Howard Hughes et Peevy aux commandes d'un autogire.
Hughes offre à Cliff un avion de course Gee Bee Z flambant neuf. Jenny rend à Peevy le plan du jet pack volé qu'elle a trouvé dans la maison de Sinclair.

## Fiche technique
Sauf indication contraire, les informations mentionnées dans cette section peuvent être confirmées par la base de données cinématographiques IMDb,  présente dans la section « Liens externes ».
- Titre original : The Rocketeer
- Titre français : Les Aventures de Rocketeer
- Réalisation : Joe Johnston
- Scénario : Danny Bilson, Paul De Meo (en), d'après une histoire de Danny Bilson, Paul De Meo (en), William Dear, d'après Rocketeer Dave Stevens
- Musique : James Horner
- Direction artistique : Christopher Burian-Mohr, James D. Bissell
- Décors : Linda DeScenna
- Costumes : Marilyn Vance
- Photographie : Hiro Narita
- Son : Thomas Causey
- Montage : Arthur Schmidt, Peter Lonsdale
- Effets spéciaux : Jon G. Belyeu (superviseur des effets spéciaux)
- Maquillage : Susan A. Cabral, Michael Mills, Greg Nelson
  - Superviseur maquillage : Brad Wilder
- Coiffure : Dione Taylor
  - Superviseur coiffure : Carol A. O'Connell
- Production : Charles Gordon, Lawrence Gordon, Lloyd Levin
- Sociétés de production : Walt Disney Pictures, Touchstone Pictures, Silver Screen Partners IV, Gordon Company, Dark Horse Entertainment
- Société de distribution : Buena Vista Distribution Company
- Budget : 35 000 000 $ (estimation)[1]
- Pays de production :  États-Unis
- Langues originales : anglais, allemand
- Format : Couleur (Technicolor) - 35 mm - 1,85:1 - Filmé en Super Panavision 70 - son : Dolby Stéréo
- Genre : super-héros, aventure, action, dieselpunk
- Durée : 108 minutes
- Dates de sortie :  
  - États-Unis : 19 juin 1991 (avant-première à Hollywood)
  - États-Unis : 21 juin 1991
  - France : 18 décembre 1991

## Distribution
- Billy Campbell (VF : Bernard Gabay) : Cliff Secord / The Rocketeer
- Jennifer Connelly (VF : Emmanuèle Bondeville) : Jenny Blake
- Alan Arkin (VF : Henri Virlogeux) : A. "Peevy" Peabody
- Timothy Dalton (VF : Edgar Givry) : Neville Sinclair
- Paul Sorvino (VF : Jacques Deschamps) : Eddie Valentine
- Terry O'Quinn (VF : Roland Ménard) : Howard Hughes
- Ed Lauter (VF : Pascal Renwick) : l'agent Fitch
- James Handy (VF : Roger Crouzet) : l'agent "Wooly" Wolinski
- Tiny Ron : Lothar
- Robert Miranda : Spanish Johnny
- John Lavachielli : "Rusty", Valentine Hood
- Jon Polito (VF : Roger Lumont) : Otis Bigelow
- Eddie Jones (VF : Jean-Luc Kayser) : Malcolm
- William Sanderson : "Skeets"
- Clint Howard : Mark
- Don Pugsley : "Goose"
- Sam Vincent (VF : Jean-Pierre Leroux) : Victor
- Margo Martindale : Millie
- Bob Leeman : W. C. Fields
- Melora Hardin : la chanteuse
- Norbert Weisser : le pilote du Zeppelin

## Autour du film

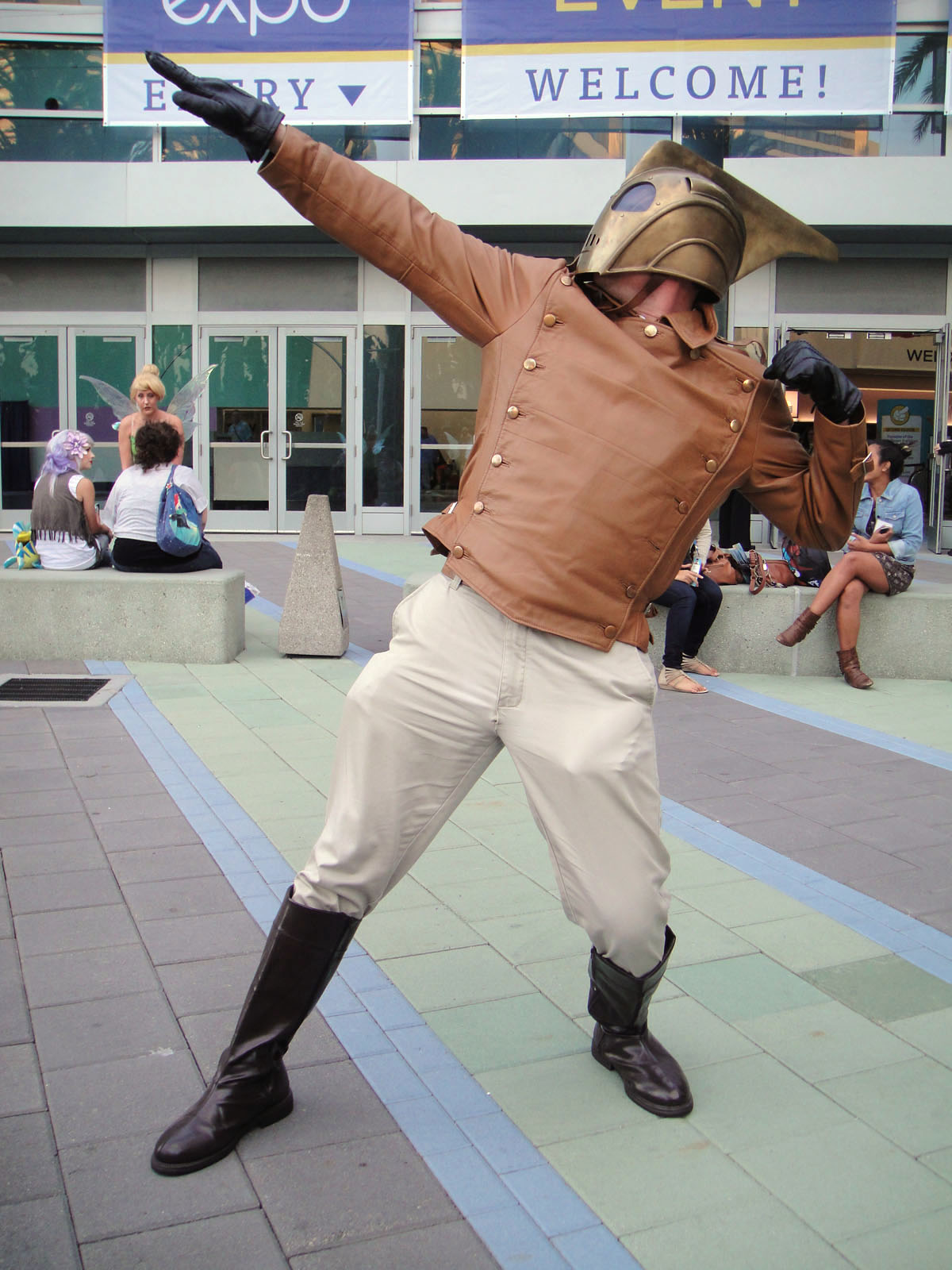
Cosplay de Rocketeer montrant le costume du héros (2011).

- Cosplay de Rocketeer montrant le costume du héros (2011).Les scènes de l'aéroport ont été tournées à l'extérieur de Santa Maria en Californie, lieu qui peut passer pour Los Angeles en 1938[2].
- Les scènes dans la maison de Neville Sinclair ont été tournées à l'Ennis House.
- À la fin du film, Neville Sinclair s'écrase sur les quatre dernières lettres du Panneau Hollywood (orthographié dans le film HOLLYWOODLAND), les détruisant. En réalité, ces quatre mêmes lettres n'ont été retirées qu'en 1949 (soit onze ans après l'action du film), lors de la réhabilitation du panneau.
- Le Bulldog Cafe est inspiré d'un restaurant de Los Angeles construit dans les années 1920 et encore ouvert dans les années 1990[2].
- Une émission télévisée spéciale Rocketeer: Excitement in the Air a été produite et diffusée le 19 juin 1991 afin de promouvoir le film[3].
- Une exposition de décors, accessoires et costumes du film nommée Rocketeer Gallery a été présentée de juillet à septembre 1991 au parc Disney-MGM Studios en Floride avant d'être remplacée par l'attraction Studio Showcase[4].
- Le film est sorti aux États-Unis durant l'été 1991 avec d'autres titres du studio tel que Dick Tracy et Quoi de neuf, Bob ? mais seule la ressortie du long métrage d'animation Les 101 Dalmatiens (1961) a été un succès financier[5]. La fin d'année sera marquée par la sortie La Belle et la Bête.
- 29 juillet 2016, Walt Disney Pictures révèle le développement d'une suite au film avec pour personnage principal une afro-américaine[6]. L'action devrait prendre place 6 ans après l'histoire du premier film, s'intituler 'The Rocketeers' (au pluriel) selon un scénario de Max Winkler et Matt Spicer, produit par Brigham Taylor (en)[7].
- Le 19 juillet 2019, Disney annonce la production d'une série d'animation dérivée pour la chaîne Disney Junior, The Rocketeer dont le héros principal est une petite fille du nom de Kit[8],[9].